# Emirado
Emirado (em árabe: ; romaniz.: imarah, plural: imarat) é o território administrado por um emir, mas pode significar também outros tipos de territórios. O termo em árabe pode ser generalizado a uma província ou país que é administrado por um membro da classe dominante. Um exemplo é o dos Emirados Árabes Unidos, que é um país que compreende sete emirados federados, cada um administrado por um emir. Dois outros emirados atuais são o Catar e o Quaite. O Barém foi um emirado antes de 2002. O sistema político de um emirado é uma das grandes forças políticas da segunda década do século XXI, sendo muito requisitado por populações de alguns países.